# Ulica Ozimska w Opolu
Ulica Ozimska (niem. Malapaner Strasse) – jedna z najdłuższych ulic Opola, zaczyna się na skrzyżowaniu (rondzie) z ul. Krakowską oraz Mozarta, biegnąc na wschód przechodzi przed skrzyżowaniem z al. Witosa i ul. Tysiąclecia w ulicę Częstochowską. Na odcinku od ul. Reymonta do ul. Wiejskiej jest drogą jednojezdniową czteropasmową; stanowi fragment trasy wojewódzkiej 423.
Pierwotna nazwa ulicy pochodziła od huty Mała Panew w Ozimku; zapewnienie dogodnej komunikacji między zakładem a odrzańskim portem było powodem wybrukowania ulicy w 1820 roku. Wiadomo, że w 1838 roku w miejscu obecnego gmachu PZU istniał już zajazd lub oberża, na bazie której powstał później hotel Monopol - po II wojnie światowej Bristol. Według planów urbanistycznych z początku lat 70. XX wieku północna strona ulicy aż do ul. Katowickiej miała zostać przekształcona na ciąg kulturalno-handlowy, co wiązało się z wyburzeniem najstarszych kamienic, tj. budynków między ulicą Krakowską a Reymonta, począwszy od wspomnianego wyżej hotelu. 
Nie wszystkie zamierzenia spełniono: rozpoczęto budowę biurowca Społem, domu handlowego Opolanin, bloków mieszkalnych przy pl. Teatralnym, a także gmachu Teatru Dramatycznego, gdzie do tej pory znajdowało się miejskie targowisko, jednak kilka zabytkowych kamienic udało się zachować od rozbiórki. W miejscu po wyburzonych kamienicach w latach 90. XX wieku funkcjonowało małe targowisko, nazywane placem Balcerowicza, później istniał parking. Obecnie stoi tam reprezentacyjny biurowiec PZU.
Oprócz Galerii Opolanin i Teatru, przy ul. Ozimskiej ma siedzibę Wydział Ekonomiczny Uniwersytetu Opolskiego (w białym domu - dawnej wojewódzkiej siedzibie PZPR), Wyższa Szkoła Zarządzania i Administracji oraz pływalna Akwarium. 9 lipca 2008 r. otwarto galerię handlową ze sklepem Tesco, nieopodal skrzyżowania z ul. Horoszkiewicza, na terenie dawnej fabryki mebli. Przy ulicy może powstać obecnie drapacz chmur.